# Chiyoda (Gunma)
Chiyoda (千代田町 Chiyoda-machi?) es un pueblo en la prefectura de Gunma, Japón, localizado en la parte central de la isla de Honshū, en la región de Kantō. El 1 de marzo de 2021 tenía una población estimada de 10 831 habitantes y una densidad de población de 498 personas por km².

## Geografía
Chiyoda se encuentra en el extremo sur de la prefectura de Gunma, en la margen izquierda del río Tone, que lo separa de Saitama. Limita con la ciudad de Tatebayashi, los pueblos de Meiwa, Oizumi y Ōra, así como con las ciudades de Kumagaya, Gyōda, Hanyū en la prefectura de Saitama.

## Economía
La agricultura sigue siendo un pilar de la economía local. Sin embargo, el pueblo tiene dos parques industriales centrados en una planta de cerveza operada por Suntory y una planta química operada por Marufuku Chemifa.

## Demografía
Según los datos del censo japonés, la población de Chiyoda se ha mantenido relativamente estable en los últimos 50 años.
| Gráfica de evolución demográfica de Chiyoda entre 1960 y 2015 |
|                                                               |
| Oficina de Estadística de Japón                               |